# Музік (Пенсільванія)
Музік (англ. Moosic) — місто (англ. borough) в США, в окрузі Лекаванна штату Пенсільванія. Населення — 5959 осіб (2020).

## Географія
Музік розташований за координатами 41°21′21″ пн. ш. 75°42′17″ зх. д. / 41.35583° пн. ш. 75.70472° зх. д. (41.355972, -75.704670).  За даними Бюро перепису населення США в 2010 році місто мало площу 16,90 км², з яких 16,77 км² — суходіл та 0,13 км² — водойми.

## Демографія
Згідно з переписом 2010 року, у селищі мешкало 5719 осіб у 2363 домогосподарствах у складі 1596 родин. Густота населення становила 338 осіб/км².  Було 2500 помешкань (148/км²).
Расовий склад населення:
| - 95,3 % — білих - 1,8 % — азіатів - 1,0 % — чорних або афроамериканців - 0,1 % — корінних американців - 1,1 % — осіб інших рас |

До двох чи більше рас належало 0,6 %. Частка іспаномовних становила 3,7 % від усіх жителів.
За віковим діапазоном населення розподілялося таким чином: 19,6 % — особи молодші 18 років, 61,6 % — особи у віці 18—64 років, 18,8 % — особи у віці 65 років та старші. Медіана віку мешканця становила 44,4 року. На 100 осіб жіночої статі у селищі припадало 93,9 чоловіків;  на 100 жінок у віці від 18 років та старших — 92,5 чоловіків також старших 18 років.
Середній дохід на одне домашнє господарство  становив 71 396 доларів США (медіана — 51 250), а середній дохід на одну сім'ю — 75 012 долари (медіана — 56 910). Медіана доходів становила 46 149 доларів для чоловіків та 36 414 долари для жінок. За межею бідності перебувало 10,2 % осіб, у тому числі 8,4 % дітей у віці до 18 років та 7,0 % осіб у віці 65 років та старших.
Цивільне працевлаштоване населення становило 2811 осіб. Основні галузі зайнятості: освіта, охорона здоров'я та соціальна допомога — 26,3 %, науковці, спеціалісти, менеджери — 13,6 %, мистецтво, розваги та відпочинок — 13,2 %.